# 林榮茂
林榮茂，福建人，清朝军事人物。世襲雲騎尉，於乾隆6年（1741年）奉旨接替王清，於台灣地區擔任台灣水師協副將。而隸屬台灣鎮之下的此官職是台灣清治時期中的這階段，全台灣的海防軍事層級最高武將，其統帥三營兵力，約數千名水師兵勇。1743年，被閩浙總督納蘇圖參「婪贓不職」，遭革職查辦。